# Assens, Mariagerfjords kommun
Assens är en tätort i Mariagerfjords kommun i Region Nordjylland i Danmark. Tätorten har 1 415 invånare (2024). Den ligger på Jylland, cirka 17 kilometer öster om Hobro. Assens ligger vid Mariagerfjordens södra strand, 17 kilometer från mynningen och är ett före detta industrisamhälle.
Assens har vuxit fram kring stenindustrin, på 1940-talet fanns här tre cementfabriker och ett flertal kalkstensbrott.